# Parque nacional del Cilento y Valle de Diano

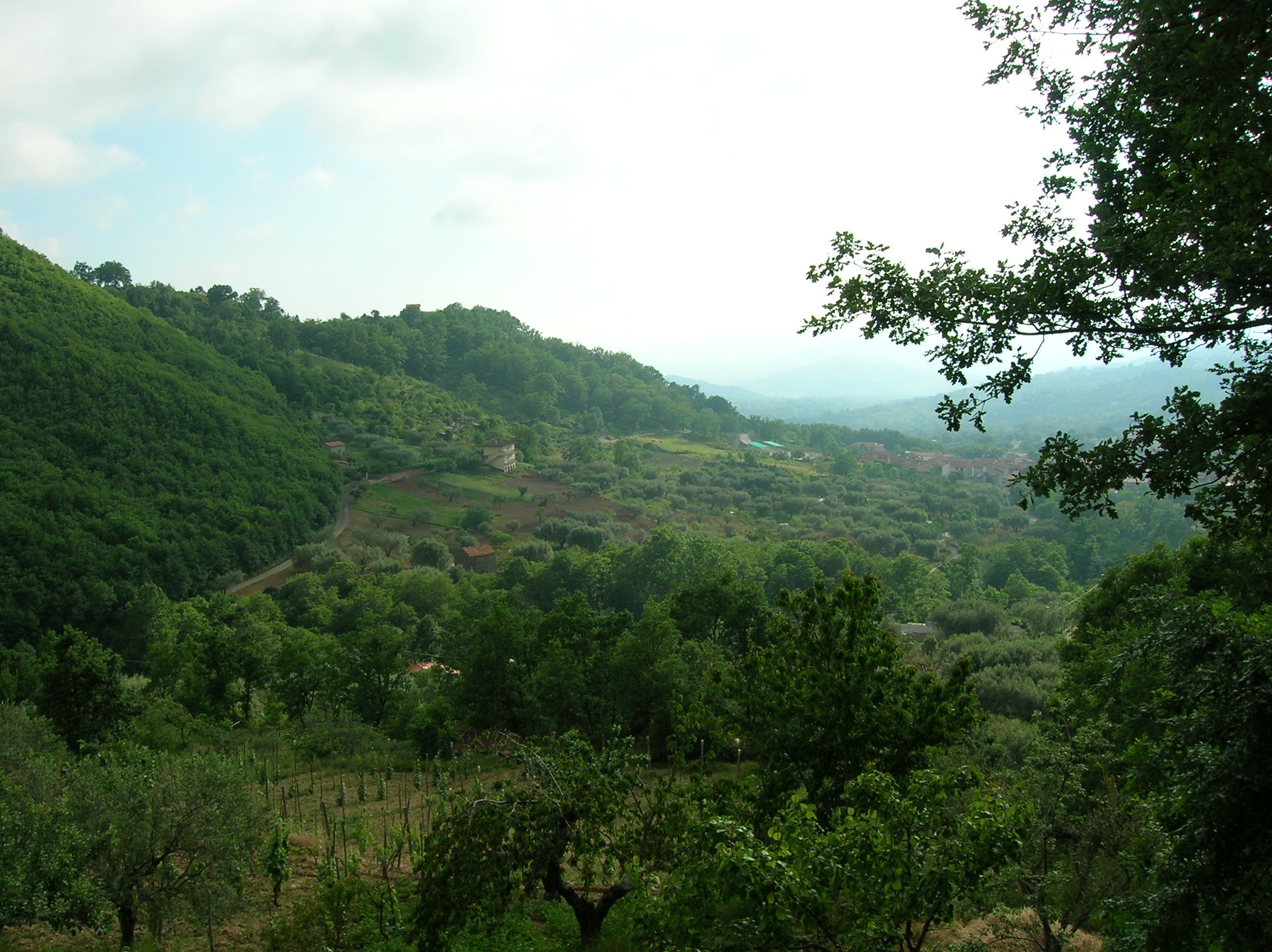
Parque nacional cerca de Cannalonga.

El parque nacional del Cilento, Valle de Diano y Alburnos fue instituido en el año 1991, correspondiendo a 36 000 hectáreas enteramente comprendidas en la provincia de Salerno. Sucesivas ampliaciones han llevado la superficie hasta las 180 000 hectáreas. Corresponde hoy a la parte meridional de la provincia, comprendida entre la llanura del Sele al norte, la Basilicata al Este y al Sur y el mar Tirreno al oeste. Comprende, en todo o en parte, el territorio de 8 comunità montane y 80 municipios. Desde 1998 forma parte del Patrimonio de la Humanidad de la Unesco (con los templos de Paestum y la Cartuja de Padula), y desde 1997 es Reserva de la Biosfera.

## Historia
De la necesidad de proteger el Cilento de las especulaciones constructivas y de un turismo de masas destructivo se hablaba ya en el año 1973 (Convenio internacional sobre los parques costeros mediterráneos, Castellabate). Un primer resultado se consigue cuando el Ministerio de Medio Ambiente creó dos reservas naturales, respectivamente sobre el monte Cervati y sobre el río Calore, con un total de 36.000 hectáreas.
El parque fue creado en 1991 con la ley marco n.º 394 de 6 de diciembre (Ley Marco sobre las áreas protegidas, GU n.º 292 del 13/12/1991). Posteriormente se aprobaron decretos para la determinación del perímetro y de las zonas con la Ordenanza del Ministerio de Medio Ambiente de 4 de diciembre de 1992 (GU n.º 300 del 22/12/1992) y del 22 de abril de 1993 (GU n.º 103 del 05/05/1993), además de con el Decreto del Ministro de Medio Ambiente de 5 de agosto de 1993 (GU n.º 199 del 25/08/1993).
Con decreto del Ministro de Medio Ambiente de 22 de diciembre de 1998 (GU n.º 127 del 2/6/1999) se aprobó el Estatuto junto a la actual delimitación y zonificación que abracan un total de 181 048 hectáreas de superficie.

## Patrimonio de la Humanidad
En 1998 se inscribió se incluyó el parque nacional del Cilento y el Vallo de Diano, junto con las zonas arqueológicas de Paestum y Velia, y la cartuja de Padula, en la lista de lugares Patrimonio de la Humanidad. Según la Unesco, «el Cilento es un destacado paisaje cultural. Los dramáticos grupos de santuarios y asentamientos a lo largo de sus tres cadenas montañosas de orientación este-oeste retratan vívidamente la evolución histórica de la zona: era una ruta principal no sólo para el comercio, sino también para la interacción cultural y política entre el período prehistórico y el medieval. El Cilento también era el límite entre las colonias griegas de la Magna Grecia y los pueblos indígenas etruscos y lucanos. Los restos de dos grandes ciudades de la Antrigüedad, Paestum y Velia, se encuentran aquí». Las localizaciones de este Lugar patrimonio de la Humanidad son las siguientes:
| Código  | Nombre                                                                  | Coordenadas                                |
| ------- | ----------------------------------------------------------------------- | ------------------------------------------ |
| 842-001 | Paestum, Velia, la cartuja de Padula, monte Cervati y el Vallo di Diano | 40°17′00″N 15°29′00″E / 40.28333, 15.48333 |
| 842-002 | Región de Monte Stella y punta Licosa                                   | 40°14′53″N 14°55′39″E / 40.24806, 14.92750 |
| 842-003 | Región del monte Bulgheria, punta degli Infreschi y cabo Palinuro       | 40°04′00″N 15°26′00″E / 40.06667, 15.43333 |

## Fauna
El vasto territorio del parque ofrece a las especies animales una gran diversidad de ambientes. No debe pues sorprender la riqueza y variedad de los ejemplares presentes: la sola investigación sobre las especies de interés comunitario han individualizado 63. Algunas de estas son consideradas de interés prioritario: son Osmoderma eremita y Rosalia alpina, invertebrados, y, entre los vertebrados, el lobo. Más en general, para el año 2003 se llegaron a las 600 señalizaciones de especies.
Entre los mamíferos más interesantes están murciélago rabudo, el lobo y la nutria, después la perdiz griega y la liebre común, el topillo oscuro, un pequeño roedor presa del zorro rojo y de la marta como el topillo rojo, o el ratón de campo y el ratón leonado, o incluso como el lirón careto. Estos son también presas del gato montés, cuya presencia representa otra emergencia naturalística de gran interés. No es raro el lirón gris.
Además del murciélago rabudo, están presentes numerosas especies de murciélagos, entre las cuales pueden citarse el murciélago de la cueva, murciélago ratonero grande, murciélago patudo y murciélago ratonero mediano.
Entre las aves, están difundidas las rapaces como el águila real, el águila culebrera, el halcón peregrino, el halcón lanario, el cuervo común o el búho real. De gran interés es la presencia del azor. Siempre entre las rapaces, el halcón abejero, el milano negro y el milano real. Entre los pájaros en general, son comunes el pito negro, el trepador azul y el camachuelo común, la totovía, el chotacabras gris, el bisbita campestre y el alcaudón colirrojo, la carraca europea, la papamoscas collarino, y en las cercanías de los cursos de agua, el martín pescador, el mirlo acuático y el chorlitejo chico. Finalmente, ha de señalarse un núcleo invernante de la rara gaviota de Audouin.
Entre los reptiles están presentes la culebra de Esculapio, la culebra verdiamarilla, el áspid y la culebra de collar. En las aguas frías viven también anfibios como la rara Salamandrina terdigitata, endemismo italiano, y la más común salamandra, además del tritón italiano, el sapo de vientre amarillo, la  Rana (graeca) italica, la rana dalmatina, y el sapo común. También la hidrografía, del resto, es variada y compleja. Son señalados gran parte de los ciprínidos de interés comunitario, como el barbo, no autóctono, el crprínido blanco y el Telestes souffia muticellus, además del Oxygastra curtisii y en la desembocadura del Mingardo el Aphanius fasciatus.
Finalmente, entre los invertebrados Rosalia alpina, Cucujus cinnaberinus y Osmoderma eremita.

## Flora
En el parque se han censado cerca de 1800 especies vegetales, de las cuales una es de interés comunitario, la prímula de Palinuro, y 25 hábitats. Estando en el centro del Mediterráneo, entre zonas diversas por clima y temperatura, incluso la presencia de ciertas especies de otra forma comunes es en este caso digna de mención. En el parque conviven de hecho: abedul, abeto plateado y boj.
De particular interés es la vegetación de los acantilados costeros. Comprende entre otros el raro nardo marítimo; en directo contacto con el mar vive la endémica Limonium remotispiculum, mientras que sobre los acantilados viven la prímula de Palinuro, el Dianthus rupicola la oreja de oso, el Iberis semperflorens, la Campanula fragilis.
La garriga de ampelodesma es el poblamiento más difundido en la costa, hasta la cota de 700 metros. Están presentes la Genista ephedroides, sabinares de sabina negral, el jaguarzo negro, la genista del Cilento (especie de reciente clasificación), con el omnipresente lentisco y el jerguen. Siempre en el maquis, presencia de madroño, brezo, mirto y el terebinto. Donde ha sobrevivido al hombre, también bosques de robles espinosos, algarrobo y acebuche u olivo silvestre, y, raramente, palmito. Finalmente, se señala el lugar de interés comunitario de la pineda de S.Iconio, reducto de bosques ciertamente más extensos de pino carrasco (hoy de nuevo en expansión porque a menudo se usa para la reforestación).
En las zonas internas predominan los bosques de hoja larga y caduca, encina, roble turco, roble pubescente, Acer lobelii, el plátano de sombra originario de Velia, carpe negro, orno y castaño europeo. Por encima de los 1000 m s. n. m. en general precedido de una capa de aliso napolitano, domina en contraste el haya, con el raro Berberis atenensis, y las saxífragas.

## Geografía
La geología del parque está marcada por dos tipos de rocas predominantes: el «Flysch del Cilento», rico en colores y estratificaciones, que se encuentra en correspondencia con la cuenca hidrográfica del Alento y sobre la costa norte, y la caliza, rica en cavidades kársticas, propio de los complejos montuosos internos (Alburno-Cervati) y de la parte meridional del territorio comprendido en el parque.
El perfil orográfico es muy marcado, incluso áspero. Pocas y pobres en extensión son las zonas llanas, por lo general correspondiendo a los ríos principales, el Alento sobre la costa y el Tanagro en el Vallo de Diano. Otros ríos del parque tienen carácter torrencial y cursos nerviosos, como el Mingardo, el Bussento y el mismo Calore, afluente del Sele al norte del parque, que alberga sólo su atormentado curso superior (Garganta del Calore). 
Las cimas más importantes son: Cervati (1898 m s. n. m., Alburni (1742 m), Gelbison, llamado Sacro Monte (1705 m), Motola (1700 m), Monte Centaurino (1433 m), Cocuzzo (1411 m), Bulgheria (1224 m). 
La costa es baja desde Sele hasta Agropoli, y también sobre el litoral entre Casal Velino y Ascea; en el resto, es alta, a menudo plagada de grutas y ensenadas.

## Sitios arqueológicos
- Zona arqueológica de Marina di Camerota
- Zona arqueológica de Monte Pruno - Roscigno
- Zona arqueológica de Paestum - Capaccio-Paestum
- Zona arqueológica de Elea-Velia - Ascea

## Lugares turísticos para visitar
- Costiera Cilentana
- Paestum en el municipio de Capaccio-Paestum
- Castel San Lorenzo a 26 km de Paestum
- Roscigno Vecchia en el municipio de Roscigno
- Grotte di Castelcivita en el municipio de Castelcivita
- Grotta dell'Angelo en el municipio de Sant'Angelo a Fasanella
- Cartuja de Padula en el municipio de Padula
- Monte Cervati en el municipio de Sanza

## Museos
- Museo Vivo del Mare en el municipio de Camerota
- Museo della «Civiltà Contadina» en el municipio de Roscigno
- Antiquarium y Laboratorio di archeologia sobre las excavaciones de Monte Pruno en el municipio de Roscigno
- Museo Naturalistico en el municipio de Corleto Monforte
- Museo Archeologico della Lucania Occidentale en el municipio de Padula
- Museo Archeologico Nazionale di Paestum en el municipio de Capaccio-Paestum
- Museo della Civiltà Contadina e dell'Artigianato Locale, cerca de la escuela media inferior de Castel San Lorenzo

## Accesos
El parque se alcanza fácilmente desde los principales municipios, Capaccio-Paestum o Sapri para el Cilento, Sala Consilina para el Vallo di Diano. Dada su extensión, es preferible acceder desde distintos puntos, en función de la meta preestablecida. Por otro lado, hay carencia de estructuras de recepción y de enlaces infraestructurales , por lo tanto, no hay verdaderos y auténticos puntos de acceso al Parque.

## Municipios
Alfano, Agropoli, Aquara, Ascea, Auletta, Bellosguardo, Buonabitacolo, Camerota, Campora, Cannalonga, Capaccio, Casal Velino, Casalbuono, Casaletto Spartano, Caselle in Pittari, Castel San Lorenzo, Castelcivita, Castellabate, Castelnuovo Cilento, Celle di Bulgheria, Centola, Ceraso, Cicerale, Controne, Corleto Monforte, Cuccaro Vetere, Felitto, Futani, Gioi, Giungano, Laureana Cilento, Laurino, Laurito, Lustra, Magliano Vetere, Moio della Civitella, Montano Antilia, Monte San Giacomo, Montecorice, Monteforte Cilento, Montesano sulla Marcellana, Morigerati, Novi Velia, Omignano, Orria, Ottati, Perdifumo, Perito, Petina, Piaggine, Pisciotta, Polla, Pollica, Postiglione, Roccadaspide, Roccagloriosa, Rofrano, Roscigno, Sacco, Salento, San Giovanni a Piro, San Mauro Cilento, San Mauro la Bruca, San Pietro al Tanagro, San Rufo, Sant'Angelo a Fasanella, Sant'Arsenio, Santa Marina, Sanza, Sassano, Serramezzana, Sessa Cilento, Sicignano degli Alburni, Stella Cilento, Stio, Teggiano, Torre Orsaia, Tortorella, Trentinara, Valle dell'Angelo, Vallo della Lucania.